# アンテナラスト
「アンテナラスト」は、日本のバンド10-FEETの15枚目のシングルである。2016年7月20日発売。発売元はユニバーサルミュージック。

## 概要
前作から約4年8ヶ月ぶりとなるシングル。

## 収録曲
全曲 作詞・作曲：TAKUMA、編曲：10-FEET
1. アンテナラスト
2. skatting
3. BombBassKinny